# مک‌کلیو (کلرادو)
مک‌کلیو (به انگلیسی: McClave) یک منطقهٔ مسکونی در ایالات متحده آمریکا است که در شهرستان بنت، کلرادو واقع شده‌است. مک‌کلیو ۱٬۱۷۹ متر بالاتر از سطح دریا واقع شده‌است.